# Elia Kazan
Elia Kazan, rodným jménem Elias Kazanjoglou (7. září 1909 Istanbul – 28. září 2003 New York) byl americký herec, spisovatel, scenárista, divadelní a filmový režisér řeckého původu. Jednalo se o jednu z nejvýraznějších postav americké kinematografie 20. století. Mezi jeho nejznámější a umělecky nejhodnotnější snímky patří film Na východ od ráje natočený v roce 1955 na motivy stejnojmenného románu Johna Steinbecka.

## Životopis

### Mládí a divadelní začátky
Elia Kazan se narodil v Istanbulu řeckým rodičům Georgovi a Atheně Kazantzoglou. Nedlouho po jeho narození rodina přesídlila nejprve do Berlína, krátce před první světovou válkou se pak i s mladším bratrem Avramem natrvalo usadila v USA. v New Yorku. Zde se otec živil jako obchodník s koberci. Svůj původ, důvody emigrace rodičů a vlastní dětství popsal Elia Kazan v autobiografické knize Ameriko, Ameriko, kterou přenesl na filmové plátno v roce 1963. Stejnojmenný film patří k jeho stěžejním dílům a získal řadu ocenění: Oscara za scénář ze tří nominací, sedm Zlatých glóbů, Zlatou mušli na festivalu v San Sebastianu. V roce 2001 byl zapsán do Národního filmového registru knihovny Kongresu USA (NFR), kde jsou uchovávány vybrané filmy jako dědictví pro další generace.
Přestože otec očekával, že syn bude v rodinném podniku pokračovat, matka jej podporovala v touze po vlastní cestě. Poté, co absolvoval Williams College v Massachusetts, studoval dramatickou tvorbu na univerzitě v Yale Chtěl se stát divadelním hercem a v roce 1932 se přestěhoval do New Yorku, kde pokračoval ve studiu na Julliard School. Začal pracovat v divadle, kde začínal v různých pomocných divadelních profesích jako kulisák, osvětlovač, inspicient a asistent režie. Na počátku třicátých let také působil jakožto příležitostný filmový herec v malých epizodních rolích. Kazan se stal jedním z členů newyorské divadelní skupiny The Group Theatre, do svého repertoáru zařazovala především méně známé hry se sociální a politickou tematikou. Zde potkal muže, kteří měli velký vliv na jeho profesní život a stali se jeho přáteli: Lee Strasberga, Harolda Clurmana a Clifforda Odetse. Ve stejném období spolu s některými kolegy vstoupil do americké komunistické strany. Kazan zpočátku pracoval ve skupině jako herec, ale od svých dvaceti šesti let se věnoval režii.
Na počátku 40. let se z něj stal úspěšný broadwayský režisér, který velmi rychle proslul tím, že uváděl divadelní hry současných amerických dramatiků. Prvního velkého úspěchu dosáhl v roce 1942 uvedením hry Thorntona Wildera The Skin of Our Teeth (Jen o chlup), za kterou získal cenu divadelních kritiků (New York Drama Crit Award) za nejlepší režii. Další úspěchy zaznamenal s dramaty Arthura Millera Smrt obchodního cestujícího, Tennessee Williamse Tramvaj do stanice touha a Williama Ingeho Třpyt v trávě. Tennessee Williams se stal jedním z jeho nejbližších a nejvěrnějších přátel na rozdíl od Artura Millera, který mu neodpustil jeho pozdější selhání před Výborem pro neamerickou činnost (House Un-American Activities Committee). Výboru mimo jiné udal i některé bývalé kolegy z The Group Theatre.
V roce 1947 se podílel na vzniku neziskové organizace Actors Studio, která zajišťovala školení pro herce a další divadelní profese. Mezi jeho absolventy patřili například Marlon Brando, James Dean nebo Robert de Niro, kteří svou filmovou dráhu zahájili v Kazanových filmech.

### Filmová tvorba
Filmová společnost 20th Century Fox mu jako úspěšnému divadelnímu režisérovi nabídla smlouvu na režii. V roce 1944 Kazan odjel do Hollywoodu, kde debutoval celovečerním filmem V Brooklynu roste strom (A Tree Grows in Brooklyn) podle románu Betty Smithové o osudech chudých potomků irských přistěhovalců. Filmové drama s výrazným sociálně kritickým námětem a realistickým pohledem na problémy současné Ameriky se stalo silnou stránkou jeho tvorby. Pro své filmy si Kazan vybíral náměty, které reflektovaly jeho osobní zkušenosti a zpracovával v nich společenské i politické události s důrazem na morální aspekty. Jeho filmy se opakovaně stávaly terčem kritiky nejrůznějších konzervativních zájmových skupin a zásahů americké cenzury.
V roce 1947 režíroval film Džentlmenská dohoda (Gentleman’s Agreement) s tematikou antisemitismu, za který získal svého prvního Oscara za režii. Následovalo drama ze soudní síně s názvem Boomerang! inspirované skutečným příběhem, v němž otevřeně poukázal na svévolné policejní metody. V roce 1949 natočil film Pinky, který se zabýval otázkami rasismu a byl nominován na ceny filmové akademie ve třech kategoriích. Dalším z Kazanových politických filmů je méně známý Muž na laně (Man in the Tigtrope) z roku 1953, natočený v období vrcholícího mccarthismu. Poselství filmu pojednávajícího o osudu ředitele znárodněného cirkusu v Československu, kterého nesnesitelné podmínky donutí emigrovat i s dalšími členy za železnou oponu, bylo značně poplatné tehdejší atmosféře studené války. Kazanovi, který byl vyšetřován před sněmovním výborem pro neamerickou činnost, však pomohl udržet se mezi předními režiséry. V roce 1957 natočil film podle scénáře Budda Schulberga Tvář v davu o venkovském zpěvákovi, který se nechal zkorumpovat pro slávu a moc. Tento film měl být varováním před nebezpečným potenciálem moci televize v politickém životě národa. V USA byl přijat rozporuplně, mnohdy byl interpretován jako útok na prezidentského kandidáta Nixona a výsměch prostým Američanům.
V roce 1950 režíroval thriller Panika v ulicích, v němž experimentoval s dokumentárním stylem při natáčení akčních scén v ulicích New Orleansu. Film získal dva Oscary a cenu na filmovém festivalu v Benátkách. Další úspěšný film v režii Elia Kazana Tramvaj do stanice touha (A Streetcar Named Desire) podle hry Tennessee Williamse s Marlonem Brandem a Vivien Leighovou v hlavních rolích získal čtyři Oscary z dvanácti nominací. Marlon Brando hrál i v dalším Kazanově filmu Viva Zapata (1952) s tématem mexické revoluce a o dva roky později vytvořil hlavní roli ve filmu V přístavu (On the Waterfront). Film o boji jednotlivce proti zkorumpovanému systému, v němž byly použity velké davové scény a záběry na nábřeží, doprovázený hudbou Leonarda Bernsteina, byl nominován na dvanáct Oskarů. Získal jich osm, mezi nimi Kazan za režii. Někteří kritikové viděli ve filmu ospravedlnění pro Kazanovo rozhodnutí spolupracovat s kongresovým výborem pro neamerickou činnost.

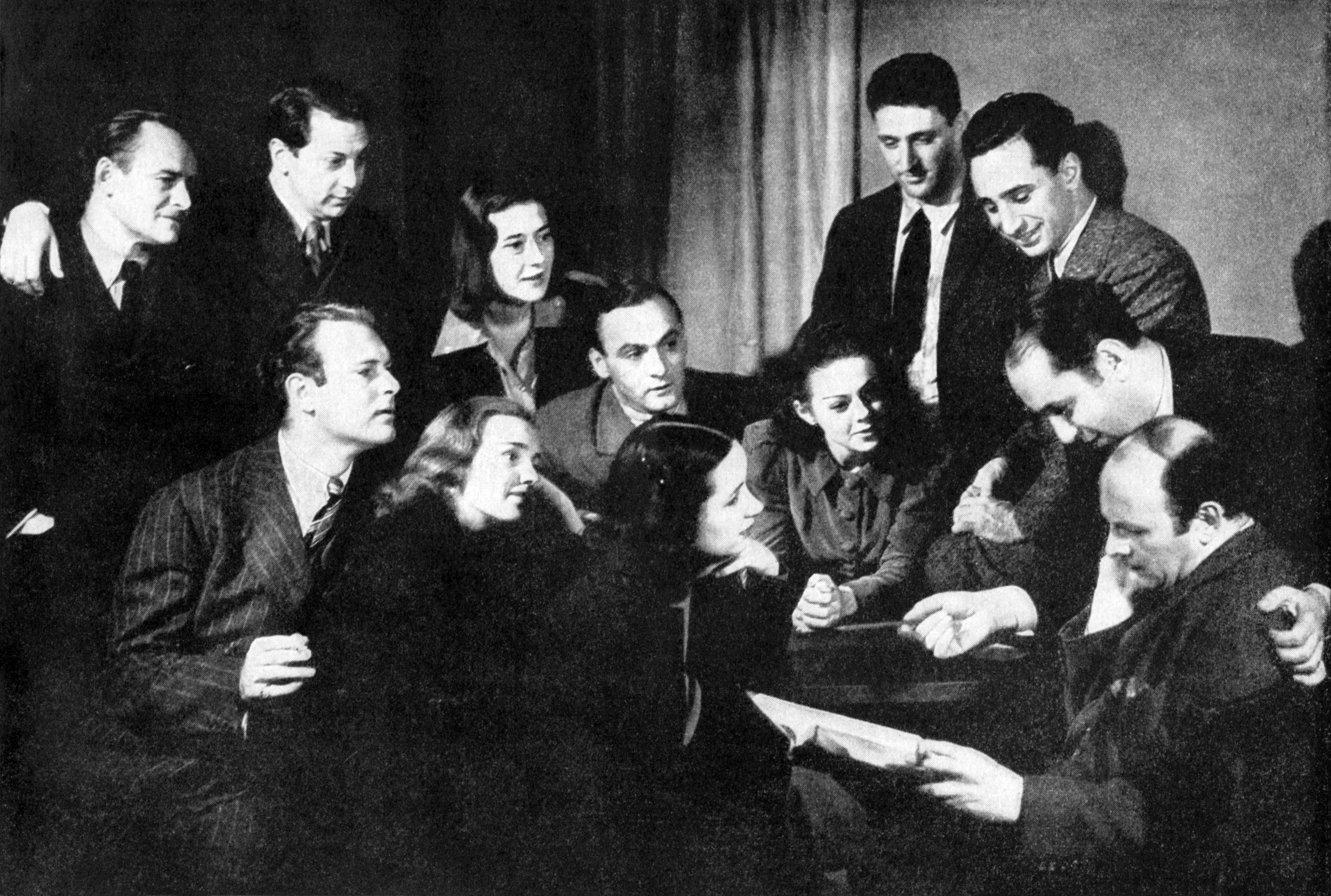
Elia Kazan (vpravo nahoře) se spolupracovníky Group Theatre (1938)

V roce 1952 byl Kazan předvolán před sněmovní výbor pro neamerickou činnost a svědčil o svém zapojení do komunistické strany. V letech 1934 až 1936, když působil v New Yorku, byl Kazan členem komunistické strany společně s několika dalšími zaměstnanci Group Theatre. Protože chtěli mít kontrolu nad činností souboru, rozešel se s nimi ve zlém a ze strany vystoupil. Sympatizantem komunistického hnutí však zůstával až do roku 1939, kdy Sovětský svaz uzavřel pakt Ribbentrop–Molotov s hitlerovským Německem. Ve výpovědi jmenoval osm svých spolupracovníků, bývalých komunistů. Ti pak měli následkem jeho výpovědi velmi ztíženou další profesní kariéru. Toto svědectví poškodilo na dlouhou dobu u velké části umělecké komunity Kazanovo jméno a ztratil mnoho přátel, mezi nimi Artura Millera. To se projevilo v roce 1999, když Kazan obdržel cenu Akademie za celoživotní dílo, kterou mu předali Robert de Niro a Martin Scorsese. Na slavnostním ceremoniálu část publika odmítla povstat a tleskat. Mnoho dalších přítomných osobností mu však vyjádřilo svůj obdiv, mezi nimi například herci Kathy Batesová, Meryl Streepová, Karl Malden, Kurt Russell a Warren Beatty nebo producent George Stevens jr.
Kazan do svých filmů často obsazoval mladé neznámé herce, pro které spolupráce s ním znamenala počátek hvězdné filmové kariéry. Jedním z nich byl James Dean, kterého si vybral pro hlavní roli ve filmové adaptaci románu Johna Stenbecka Na východ od ráje (East of Eden) z roku 1955. Film poprvé natočil ve vlastní produkci. V roce 1961 dostal ve filmu Třpyt v trávě (Splendor in the Grass) příležitost začínající herec Warren Beatty spolu s Natalií Woodovou, pro kterou obsazení znamenalo nový start v kariéře. Práce s herci byla jednou z nejsilnějších složek jeho režijní tvorby. Dokázal je podnítit k vynikajícím výkonům a inspirovat je k vlastním nápadům, kterými přispěli k žádoucímu účinku scén. Pod jeho vedením mnozí z nich podali nejlepší výkon své kariéry. Tento blízký vztah hercům pokračoval až do jeho posledního filmu Poslední magnát (The Last Tycoon) z roku 1976, ve kterém do hlavní role obsadil Roberta de Niro. Kazan byl označován za hereckého režiséra a mnozí herci oceňovali přístup a vliv, který měl na jejich kariéru. Byli mezi nimi Marlon Brando, Warren Beatty, Nathalie Woodová, Robert de Niro, Patricia Nealová, Andy Griffith nebo Terry Moorová. Na Oscara bylo nominováno celkem 21 herců, kteří se představili v jeho filmech, a devět z nich filmovou cenu skutečně dostalo.
V roce 1964 v rámci evropského turné Kazan navštívil MFF v Karlových Varech, kde byl mimo soutěž uveden jeho film Ameriko, Ameriko. Po návratu do USA vykonával po dobu jednoho roku funkci uměleckého vedoucího Lincolnova Centra v New Yorku. V roce 1967 vyšel jeho román Tichá dohoda z prostředí reklamní agentury, který se 43 týdnů držel na prvním místě v žebříčku bestsellerů. O dva roky později natočil Kazan podle románu stejnojmenný film (The Arrangement). Oba filmy jsou osobní autorskou výpovědí, v níž zachytil své pocity a dojmy, životní postoje a pohledy na zem, ve které žije.

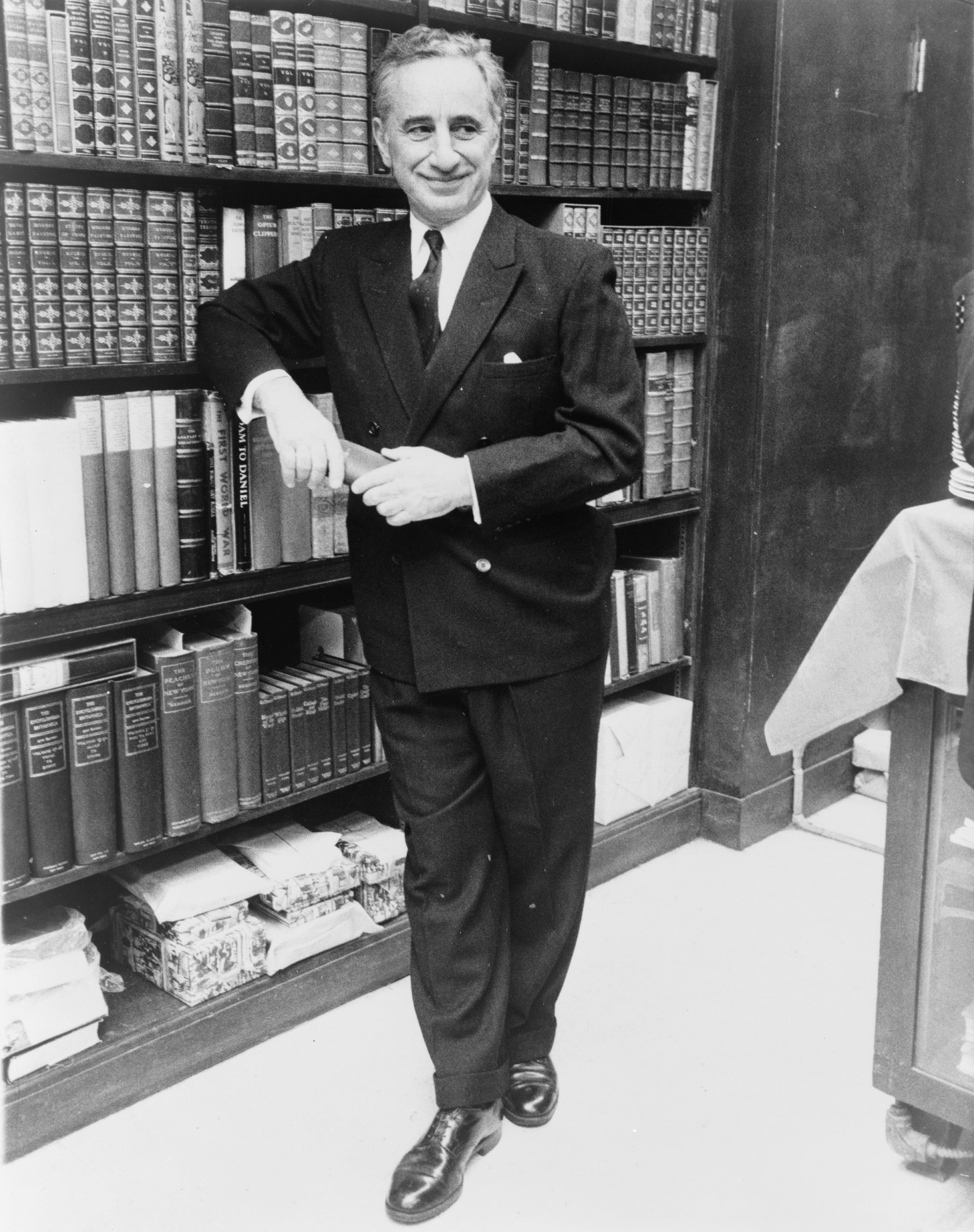
Elia Kazan v roce 1967

### Soukromí a závěr života
První Kazanovou manželkou byla dramatička Molly Day Thacherová, se kterou měl čtyři děti. Manželství trvalo až do její smrti v roce 1963. Podruhé se oženil v roce 1967 s herečkou Barbarou Lodenovou a měli spolu syna. Zemřela v roce 1980. Od roku 1982 až do své smrti byl ženatý s Frances Rudgeovou.
V posledním období života se věnoval především literární tvorbě. V 70. letech vydal Kazan další tři romány: Zabijáci (The Assassins, 1972) o generačním, mravním a společenském konfliktu mezi rodiči a dětmi, Záskok (The Understudy, 1975) z hereckého prostředí a Skutky lásky (Acts of Love, 1978) o bouřlivém vnitřním životě dnešních Američanů. V knize Anatolan (The Anatolian, 1982) se vrátil k tématu imigrace a v roce 1988 vydal autobiografickou knihu s názvem Život (The Life). V ní se mimo jiné otevřeně přiznává k mnohým milostným poměrům (např. s Marylin Monroe), které měl během let, i když byl ženatý.
V roce 1978 Kazan s rodinou navštívil na náklady americké vlády Řecko, kde měla být během jeho pobytu uvedena retrospektiva jeho filmů. Byl vřele přijat a v Athénách pronesl projev před zaplněným divadlem, v němž vzpomínal na své řecké předky. Nabídl také své názory na roli USA jako světového modelu demokracie.
V roce 1999 obdržel Cenu Americké filmové akademie Oscar za celoživotní dílo. Elia Kazan zemřel ve svém bytě na Manhattanu 28. září 2003 ve věku 94 let.

## Filmografie
| Rok  | Film (anglicky)                            | Film (česky)             | Nominace | Oscary |
| ---- | ------------------------------------------ | ------------------------ | -------- | ------ |
| 1937 | People of the Cumberland (krátký dokument) |                          |          |        |
| 1940 | City for Conquest (jen herec)              |                          |          |        |
| 1941 | Blues in the Night (jen herec)             |                          |          |        |
| 1945 | A Tree Grows in Brooklyn                   | V Brooklynu roste strom  | 2        | 1      |
| 1945 | Watchtower Over Tomorrow (krátkometrážní)  |                          |          |        |
| 1947 | The Sea of Grass                           | Moře trávy               |          |        |
| 1947 | Boomerang!                                 | Bumerang                 | 1        |        |
| 1947 | Gentleman's Agreement                      | Džentlmenská dohoda      | 8        | 3      |
| 1949 | Pinky                                      | Pinky                    | 3        |        |
| 1950 | Panic in the Streets                       | Panika v ulicích         | 1        | 1      |
| 1951 | A Streetcar Named Desire                   | Tramvaj do stanice Touha | 12       | 4      |
| 1952 | Viva Zapata!                               | Viva Zapata!             | 5        | 1      |
| 1953 | Man on a Tightrope                         | Muž na laně              |          |        |
| 1954 | On the Waterfront                          | V přístavu               | 12       | 8      |
| 1955 | East of Eden                               | Na východ od ráje        | 4        | 1      |
| 1956 | Baby Doll                                  | Baby Doll                | 4        |        |
| 1957 | A Face in the Crowd                        | Tvář v davu              |          |        |
| 1960 | Wild River                                 | Divoká řeka              |          |        |
| 1961 | Splendor in the Grass                      | Třpyt v trávě            | 2        | 1      |
| 1963 | America, America                           | Ameriko, Ameriko!        | 4        | 1      |
| 1969 | The Arrangement                            | Tichá dohoda             |          |        |
| 1972 | The Visitors                               | Hosté                    |          |        |
| 1976 | The Last Tycoon                            | Poslední magnát          | 1        |        |